# 오늘의 우리만화상
오늘의 우리만화는 문화체육관광부가 주최하고 만화 관련 공기관·민간단체에서 주관하는 상으로, 한 해에 발표·연재중인 한국 만화와 웹툰 작품 중에서 우수작을 선정한다.
1999년 〈일간스포츠〉의 제안으로 당시 문화관광부와 공동 주최하면서 시작되었으며, '만화가의 창작의욕을 높이고 우수 만화제작 활성화를 위함'이라는 취지에 따라 분기별로 우수 만화를 2종씩 선정, 공공도서관과 해외 문화원 등에 보급하도록 했다. 시상 첫해와 이듬해 2000년 상반기까지 분기별로 선정하였으며, 2000년 하반기부터 2007년까지는 상하반기로 연 2회 선정하였고, 2008년부터는 시기에 관계없이 한 해를 아우르는 총 다섯 작품을 선정해 발표하고 있다.
초창기 수상작은 출판 만화가 중심이었으나, 한국 만화의 생태계가 웹툰 매체로 넘어가면서 웹툰 작품의 선정횟수도 늘게 되었다. 2017년과 2018년 수상작은 오로지 웹툰 작품만 선정되기도 했다.

## 시상 내역

### 분기별 시상 (1999~2000)
| 연도   | 작품           | 작가   | 출처  |
| ------ | -------------- | ------ | ----- |
| 1999년 | 내 파란 세이버 | 박흥용 | [ 2 ] |
| 1999년 | THIS           | 문흥미 | [ 2 ] |
| 1999년 | 레드문         | 황미나 | [ 2 ] |
| 1999년 | 바람의 나라    | 김진   | [ 3 ] |
| 1999년 | 남자이야기     | 권가야 | [ 3 ] |
| 1999년 | 오디션         | 천계영 | [ 4 ] |
| 1999년 | Short Story    | 이애임 | [ 4 ] |
| 1999년 | YAHOO          | 윤태호 | [ 5 ] |
| 2000년 | 디거           | 박영철 |       |
| 2000년 | 와일드업       | 이정태 |       |
| 2000년 | 니나잘해       | 조운학 | [ 6 ] |
| 2000년 | 프린세스 안나  | 변병준 | [ 6 ] |

### 반기별 시상 (2000~2007)
| 연도   | 연도   | 작품                         | 작가             | 출처   |
| ------ | ------ | ---------------------------- | ---------------- | ------ |
| 2000년 | 하반기 | 힙합                         | 김수용           |        |
| 2000년 | 하반기 | 또디                         | 정연식           |        |
| 2001년 | 상반기 | 차카게 살자                  | 신인철           |        |
| 2001년 | 상반기 | 삽 한자루 달랑 들고          | 장진영           |        |
| 2001년 | 상반기 | 술꾼                         | 이은홍           |        |
| 2001년 | 상반기 | 슬픈나라 비통도시            | 강성수           |        |
| 2001년 | 하반기 | 비빔툰                       | 홍승우           | [ 7 ]  |
| 2001년 | 하반기 | 上자下자                     | 백성민           | [ 7 ]  |
| 2001년 | 하반기 | 닥터Q의 신나는 병원놀이      | 이애임           | [ 7 ]  |
| 2001년 | 하반기 | 다시 보는 우리 만화          | 부천만화정보센터 | [ 7 ]  |
| 2002년 | 상반기 | 나우                         | 박성우           | [ 8 ]  |
| 2002년 | 상반기 | 만화로 보는 그리스 로마 신화 | 홍은영           | [ 8 ]  |
| 2002년 | 상반기 | 먼나라 이웃나라              | 이원복           | [ 8 ]  |
| 2002년 | 상반기 | 열혈강호                     | 양재현·전극진    | [ 8 ]  |
| 2002년 | 상반기 | 짱                           | 임재원           | [ 8 ]  |
| 2002년 | 상반기 | 야야                         | 강은영           | [ 8 ]  |
| 2002년 | 하반기 | 다정다감                     | 박은아           | [ 9 ]  |
| 2002년 | 하반기 | 불의 검                      | 김혜린           | [ 9 ]  |
| 2002년 | 하반기 | 아스피린                     | 김은정           | [ 9 ]  |
| 2002년 | 하반기 | 용비불패                     | 문정후           | [ 9 ]  |
| 2002년 | 하반기 | 이야기로 배우는 만화 중국사  | 양동석           | [ 9 ]  |
| 2002년 | 하반기 | 프리스트                     | 형민우           | [ 9 ]  |
| 2003년 | 상반기 | 야야툰                       | 홍승우           |        |
| 2003년 | 상반기 | 빨간자전거                   | 김동화           |        |
| 2003년 | 상반기 | 천추                         | 김병진           |        |
| 2003년 | 하반기 | 식객                         | 허영만           |        |
| 2003년 | 하반기 | 미정                         | 변병준           |        |
| 2003년 | 하반기 | 쪼그만 애기                  | 강성남           |        |
| 2004년 | 상반기 | 공룡 둘리에 대한 슬픈 오마주 | 최규석           |        |
| 2004년 | 상반기 | 궁                           | 박소희           |        |
| 2004년 | 상반기 | 순정만화                     | 강풀             |        |
| 2004년 | 하반기 | 데자부                       | 윤인완           |        |
| 2004년 | 하반기 | 안녕 자두야                  | 이빈             |        |
| 2004년 | 하반기 | 도깨비 신부                  | 말리             |        |
| 2005년 | 상반기 | 로또블루스                   | 변기현           | [ 10 ] |
| 2005년 | 상반기 | 월요일 소년                  | 이영유           | [ 10 ] |
| 2005년 | 상반기 | 풍장의 시대                  | 이성규           | [ 10 ] |
| 2005년 | 하반기 | 겨드랑이가 가렵다            | 이해경           |        |
| 2005년 | 하반기 | 위대한 캣츠비                | 강도하           |        |
| 2005년 | 하반기 | 지구에서 영업중              | 이시영           |        |
| 2006년 | 상반기 | 그와의 짧은 동거             | 장경섭           | [ 11 ] |
| 2006년 | 상반기 | 단구                         | 박중기           | [ 11 ] |
| 2006년 | 상반기 | 불친절한 헤교씨              | 박기홍·김선희    | [ 11 ] |
| 2006년 | 하반기 | 천일야화                     | 전진석·한승희    | [ 12 ] |
| 2006년 | 하반기 | 꽃분엄마 파이팅              | 이은하·화성      | [ 12 ] |
| 2006년 | 하반기 | 애욕전선 이상없다            | 메가쇼킹         | [ 12 ] |
| 2007년 | 상반기 | 토지                         | 오세영           | [ 13 ] |
| 2007년 | 상반기 | 프린세스                     | 한승원           | [ 13 ] |
| 2007년 | 상반기 | 고양이 제트                  | 변기현           | [ 13 ] |
| 2007년 | 하반기 | 베리타스                     | 윤준식·김동훈    | [ 14 ] |
| 2007년 | 하반기 | 하백의 신부                  | 윤미경           | [ 14 ] |
| 2007년 | 하반기 | 그대를 사랑합니다            | 강풀             | [ 14 ] |

### 연간 시상 (2008~)
| 연도   | 작품                        | 작가          | 출처          |
| ------ | --------------------------- | ------------- | ------------- |
| 2008년 | 이두호의 가라사대           | 이두호        | [ 15 ]        |
| 2008년 | 커피ㆍ열정 그리고 고양이    | 엄재경·최경아 | [ 15 ]        |
| 2008년 | 레인북                      | 박근용        | [ 15 ]        |
| 2008년 | 바둑 삼국지                 | 박기홍·김선희 | [ 15 ]        |
| 2008년 | 샴                          | 최종훈        | [ 15 ]        |
| 2009년 | 탐나는도다                  | 정혜나        |               |
| 2009년 | 남한산성                    | 권가야        |               |
| 2009년 | 당신이 나를 사랑해야 한다면 | 양우석·풍경   |               |
| 2009년 | Trump!                      | 정현주        |               |
| 2009년 | 100°C                       | 최규석        |               |
| 2010년 | 하이힐을 신은 소녀          | 천계영        | [ 16 ]        |
| 2010년 | 패일리맨                    | 정필원        | [ 16 ]        |
| 2010년 | 고스트 페이스               | 형민우        | [ 16 ]        |
| 2010년 | 밝은 미래                   | 이영곤        | [ 16 ]        |
| 2010년 | 세개의 시간                 | 정구미        | [ 16 ]        |
| 2011년 | 살인자ㅇ난감                | 꼬마비노마비  | [ 17 ]        |
| 2011년 | 키친                        | 조주희        | [ 17 ]        |
| 2011년 | 노근리이야기                | 박건웅        | [ 17 ]        |
| 2011년 | 기묘한 생물학               | 한혜연        | [ 17 ]        |
| 2011년 | 야뇌백동수                  | 이재헌·홍기우 | [ 17 ]        |
| 2012년 | 미생                        | 윤태호        | [ 18 ]        |
| 2012년 | 나쁜친구                    | 앙꼬          | [ 18 ]        |
| 2012년 | 불편하고 행복하게           | 재미주의      | [ 18 ]        |
| 2012년 | 용병 마루한                 | 김성재·김병진 | [ 18 ]        |
| 2012년 | 텃밭                        | 최민호        | [ 18 ]        |
| 2013년 | 검둥이 이야기               | 윤필          | [ 19 ]        |
| 2013년 | 나라의 숲에는               | 류승희        | [ 19 ]        |
| 2013년 | 미슐랭 스타                 | 김송          | [ 19 ]        |
| 2013년 | 밤을 걷는 선비              | 조주희·한승희 | [ 19 ]        |
| 2013년 | 방과후 전쟁활동             | 하일권        | [ 19 ]        |
| 2014년 | 곱게 자란 자식              | 이무기        | [ 20 ]        |
| 2014년 | 먹는 존재                   | 들개이빨      | [ 20 ]        |
| 2014년 | 아만자                      | 김보통        | [ 20 ]        |
| 2014년 | 치즈인더트랩                | 순끼          | [ 20 ]        |
| 2014년 | 송곳                        | 최규석        | [ 20 ]        |
| 2015년 | 마당씨의 식탁               | 홍연식        | [ 21 ]        |
| 2015년 | 무빙                        | 강풀          | [ 21 ]        |
| 2015년 | 죽어도 좋아                 | 골드키위새    | [ 21 ]        |
| 2015년 | 호랑이형님                  | 이상규        | [ 21 ]        |
| 2015년 | Ho!                         | 억수씨        | [ 21 ]        |
| 2016년 | 고수                        | 류기운·문정후 | [ 22 ]        |
| 2016년 | 덴마                        | 양영순        | [ 22 ]        |
| 2016년 | 여중생A                     | 허5파6        | [ 22 ]        |
| 2016년 | 유미의 세포들               | 이동건        | [ 22 ]        |
| 2016년 | 혼자를 기르는 법            | 김정연        | [ 22 ]        |
| 2017년 | 단지                        | 단지          | [ 23 ]        |
| 2017년 | 며느라기                    | 수신지        | [ 23 ]        |
| 2017년 | 샌프란시스코 화랑관         | 돌배          | [ 23 ]        |
| 2017년 | 아 지갑놓고 나왔다          | 미역의효능    | [ 23 ]        |
| 2017년 | 캐셔로                      | 팀 비파       | [ 23 ]        |
| 2018년 | 가담항설                    | 랑또          | [ 24 ]        |
| 2018년 | 심해수                      | 이경탁·노미영 | [ 24 ]        |
| 2018년 | 그녀의 심청                 | seri·비완     | [ 24 ]        |
| 2018년 | 어쿠스틱 라이프             | 난다          | [ 24 ]        |
| 2018년 | 구름의 이동속도             | 김이랑        | [ 24 ]        |
| 2019년 | 까대기                      | 이종철        | [ 25 ] [ 26 ] |
| 2019년 | 병의 맛                     | 하일권        | [ 25 ] [ 26 ] |
| 2019년 | 아티스트                    | 마영신        | [ 25 ] [ 26 ] |
| 2019년 | 연의 편지                   | 조현아        | [ 25 ] [ 26 ] |
| 2019년 | 정년이                      | 서이레·나몬   | [ 25 ] [ 26 ] |

## 같이 보기
- 한국 만화
- 만화상
- 웹툰